# Шелково (Сергиево-Посадский район)
Шелково — деревня в Сергиево-Посадском районе Московской области России, входит в состав сельского поселения Лозовское.

## Население
| 1859 | 1890 | 1899 | 1926 | 2002 | 2006 | 2010 |
| ---- | ---- | ---- | ---- | ---- | ---- | ---- |
| 109  | ↘92  | ↘49  | ↗52  | ↘2   | →2   | ↘0   |

## География
Деревня Шелково расположена на севере Московской области, в южной части Сергиево-Посадского района, примерно в 43 км к северу от Московской кольцевой автодороги и 12 км к югу от железнодорожной станции Сергиев Посад, по правому берегу реки Торгоши бассейна Клязьмы.
В 3 км севернее деревни проходит Ярославское шоссе М8, в 14 км к югу — Московское малое кольцо А107, в 18 км к северо-востоку — Московское большое кольцо А108, в 17 км к юго-востоку — Фряновское шоссе Р110.
К деревне приписано три садоводческих товарищества (СНТ). Ближайшие сельские населённые пункты — деревни Зубцово, Киримово и Лычёво.

## История
В «Списке населённых мест» 1862 года — владельческая деревня 1-го стана Дмитровского уезда Московской губернии по правую сторону Архангело-Богородского тракта (от Сергиевского посада в Богородский уезд), в 44 верстах от уездного города и 12 верстах от становой квартиры, при реке Торгоме, с 13 дворами и 109 жителями (64 мужчины, 45 женщин).
По данным на 1890 год — деревня Митинской волости Дмитровского уезда с 92 жителями.
В 1913 году — 15 дворов.
По материалам Всесоюзной переписи населения 1926 года — деревня Куроедовского сельсовета Сергиевской волости Сергиевского уезда Московской губернии в 3,2 км от Ярославского шоссе и 13,9 км от станции Хотьково Северной железной дороги; проживало 52 человека (26 мужчин, 26 женщин), насчитывалось 11 крестьянских хозяйств.
С 1929 года — населённый пункт Московской области в составе:
- Зубцовского осельсовета Сергиевского района (1929—1930)[14],
- Зубцовского сельсовета Загорского района (1930—1939)[15],
- Воздвиженского сельсовета Загорского района (1939—1963, 1965—1991)[15][16][17],
- Воздвиженского сельсовета Мытищинского укрупнённого сельского района (1963—1965)[16],
- Воздвиженского сельсовета Сергиево-Посадского района (1991—1994)[17],
- Воздвиженского сельского округа Сергиево-Посадского района (1994—2006)[18],
- сельского поселения Лозовское Сергиево-Посадского района (2006 — н. в.)[19][20].